# Jihovýchodní slovinský region
Jihovýchodní slovinský region (slovinsky Jugovzhodna Slovenija) je jedním ze 12 statistických regionů Slovinska. Byl zřízen v květnu 2005. Nachází se v jihovýchodní části Slovinska. V regionu je celkem 21 občin. Hlavním a také největším městem regionu je městská občina Novo mesto. Rozloha regionu je 2675 km² a v lednu 2014 zde žilo 142 405 lidí.
| P. č. | Znak | Občina                     | Rozloha v km2 | Počet obyvatel |
| ----- | ---- | -------------------------- | ------------- | -------------- |
| 1     |      | Črnomelj                   | 339,7         | 14 586         |
| 2     |      | Dolenjske Toplice          | 110,2         | 3385           |
| 3     |      | Kočevje                    | 555,4         | 16 184         |
| 4     |      | Kostel                     | 56,1          | 650            |
| 5     |      | Loški Potok                | 134,5         | 1900           |
| 6     |      | Metlika                    | 108,9         | 8406           |
| 7     |      | Mirna                      | 31,3          | 2554           |
| 8     |      | Mirna Peč                  | 48,0          | 2882           |
| 9     |      | Mokronog-Trebelno          | 73,4          | 3032           |
| 10    |      | Novo mesto                 | 235,7         | 36 333         |
| 11    |      | Osilnica                   | 36,2          | 387            |
| 12    |      | Ribnica                    | 153,6         | 9353           |
| 13    |      | Semič                      | 146,7         | 3806           |
| 14    |      | Sodražica                  | 49,5          | 2181           |
| 15    |      | Straža                     | 28,5          | 3842           |
| 16    |      | Šentjernej                 | 96,0          | 6946           |
| 17    |      | Šentrupert                 | 49,1          | 2890           |
| 18    |      | Škocjan                    | 60,4          | 3221           |
| 19    |      | Šmarješke Toplice          | 34,2          | 3244           |
| 20    |      | Trebnje                    | 163,3         | 12 063         |
| 21    |      | Žužemberk                  | 164,3         | 4560           |
|       |      | Jihovýchodní region celkem | 2675          | 142 405        |